# آلان غونزاليس
آلان غونزاليس (8 أكتوبر 1977 بلباو إسبانيا - ) هو لاعب كرة قدم إسباني، يلعب كمدافع.